# Bánffy-kastély (Fugad)
A fugadi kastély Nagyenyed várostól 13 km-re található Romániában. A 107E megyei úton Csombord irányába haladva, Magyarlapád után kell letérni. A kastély a falu központjától 350 m-re, délre található.

## Felépítése
A jelenleg is megcsodálható barokk stílusú kastély földszinti része 1812-ben épült, azonban ennek helyén már az 1700-as évek második felében is állhatott egy ház. Erről csupán egy 1763-ból származó címer tanúskodik, amelyet összetörve találtak meg – a kommunista hatalom idején kidobták, járda építéséhez használták fel. Később azonban sikerült összeilleszteni, így alakult ki belőle a Toldalagi és a Bánffy címer.
A kastély földszinti részének felépítését Bánffy Ferenc és Zeyk Zsuzsanna rendelték el 1812-ben. Ők még csak egy egyszintes, hatszobás épületnek voltak a tulajdonosai. Az építkezésről egy kőbe vésett, latin nyelvű felirat ad bizonyságot, amely a bejárat fölött olvasható. Ugyancsak a bejárati résznél díszelegnek a Bánffy Ferenc és Zeyk Zsuzsanna frigyét jelképező családi címerek is.

## Története
A két világháború között Bánffy Dániel és felesége, gróf Zichy Mária voltak a kastély tulajdonosai. 1937-ben nekik köszönhetően nyerte el az épület a mai formáját. Megépítették az emeletet, és még két lépcsőházat toldottak az épülethez. Kihasználva a domborzati viszonyokat, kissé szokatlan megoldással, egy hídszerű építménnyel kötötték össze a kastély manzárdszintjét és a gazdasági épületek fölött már elkezdődő kastélykertet. A munkálatok során áttették a főbejáratot a domb oldaláról a völgy felőli oldalra. Valószínű, hogy ebből az időből származik a domb alá benyúló pincerendszer is. A lakók kényelmét szem előtt tartva villanyt és vízvezetéket is szereltek az épületbe.  A mintegy 400 négyzetméteres belterületű épület termeit a pincébe épített fatüzelésű kazán és központi fűtés melegítette. Ilyen komfortos berendezéssel nem sok vidéki épület büszkélkedhetett az 1930-as években.
A második világháború után az épületet államosították, azután sokáig iskolaként működött. A kommunizmus évei azonban nem kegyelmeztek a kastélynak. Kezdetét vette a módszeres rombolás és minden mozdítható érték széthordása. Ennek vetett véget a visszaszolgáltatás, amelynek következtében, hosszú pereskedés után 2004-ben az épület újra a család tulajdonába került.